# 19228 Uemuraikuo
19228 Uemuraikuo è un asteroide della fascia principale. Scoperto nel 1993, presenta un'orbita caratterizzata da un semiasse maggiore pari a 2,2353169 UA e da un'eccentricità di 0,1908760, inclinata di 5,76522° rispetto all'eclittica.